# 日野町 (鳥取県)
日野町（ひのちょう）は、鳥取県の南西部にある町。日野郡に属し、豪雪地帯となっている。
「日野」の地名の史料上の初見は『出雲国風土記』とされ仁多郡の条で言及されており、その後『倭名類聚抄』には日野郡の一郷として記載されている。

## 地域

### 人口
2.115万人
| |                                        |  |
| 日野町と全国の年齢別人口分布（2005年） | 日野町の年齢・男女別人口分布（2005年） |  |
| ■紫色 ― 日野町 ■緑色 ― 日本全国 | ■青色 ― 男性 ■赤色 ― 女性              |  |
| 日野町（に相当する地域）の人口の推移 \| 1970年（昭和45年） \| 6,757人 \| \| \| 1975年（昭和50年） \| 6,362人 \| \| \| 1980年（昭和55年） \| 6,092人 \| \| \| 1985年（昭和60年） \| 5,792人 \| \| \| 1990年（平成2年） \| 5,377人 \| \| \| 1995年（平成7年） \| 4,921人 \| \| \| 2000年（平成12年） \| 4,516人 \| \| \| 2005年（平成17年） \| 4,185人 \| \| \| 2010年（平成22年） \| 3,745人 \| \| \| 2015年（平成27年） \| 3,278人 \| \| \| 2020年（令和2年） \| 2,907人 \| \| |                                        |  |
| 総務省統計局 国勢調査より |                                        |  |
| 1970年（昭和45年） | 6,757人                                |  |
| 1975年（昭和50年） | 6,362人                                |  |
| 1980年（昭和55年） | 6,092人                                |  |
| 1985年（昭和60年） | 5,792人                                |  |
| 1990年（平成2年） | 5,377人                                |  |
| 1995年（平成7年） | 4,921人                                |  |
| 2000年（平成12年） | 4,516人                                |  |
| 2005年（平成17年） | 4,185人                                |  |
| 2010年（平成22年） | 3,745人                                |  |
| 2015年（平成27年） | 3,278人                                |  |
| 2020年（令和2年） | 2,907人                                |  |

## 歴史
- 1959年（昭和34年）5月1日 - 日野郡根雨町・黒坂町が合併して発足。
- 2000年（平成12年）10月6日 - 鳥取県西部地震発生。日野町ではこの地震の最大震度である震度6強を観測した。

## 行政
- 町長：﨏田淳一（2期目）[2]

### 県の機関

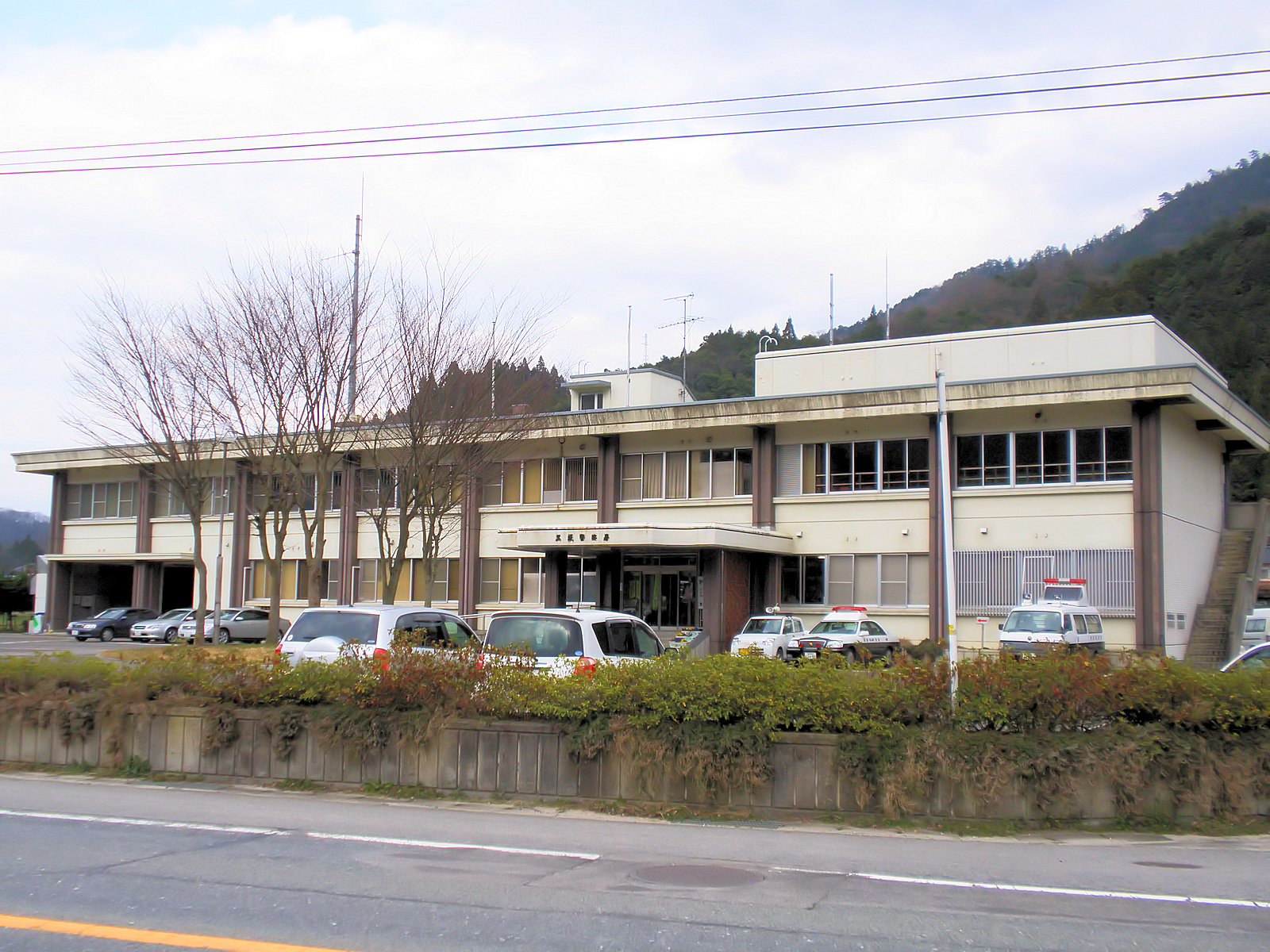
黒坂警察署

- 鳥取県日野総合事務所
- 鳥取県黒坂警察署

### 国の機関
- 米子公共職業安定所根雨出張所
- 近畿中国森林管理局鳥取森林管理署根雨森林事務所

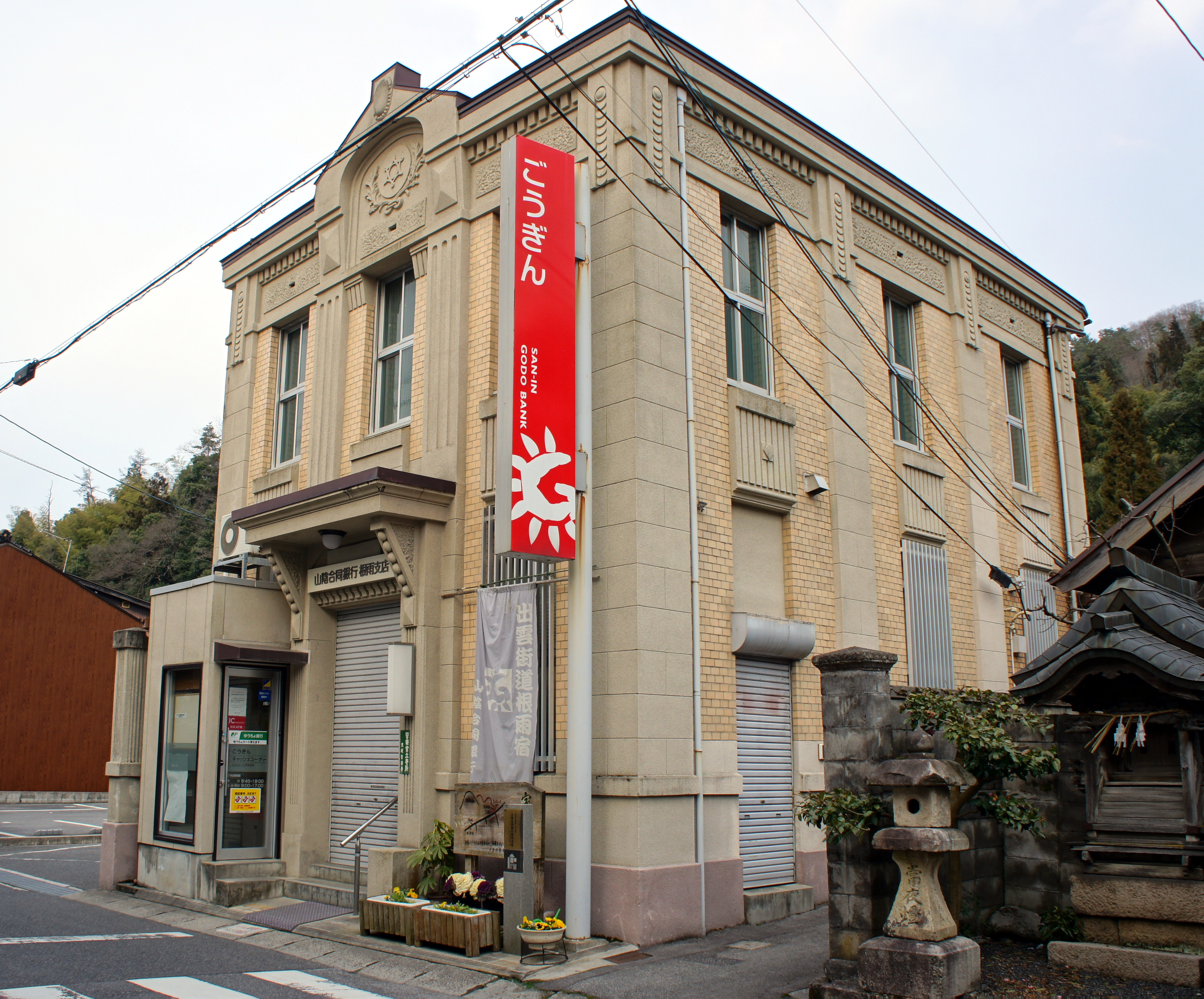
山陰合同銀行根雨支店

## 教育

### 義務教育学校
- 日野町立日野学園 - 2023年4月日野町立根雨小学校と日野町立黒坂小学校と日野町立日野中学校を統合し開校。

### 高等学校
- 鳥取県立日野高等学校

## 交通

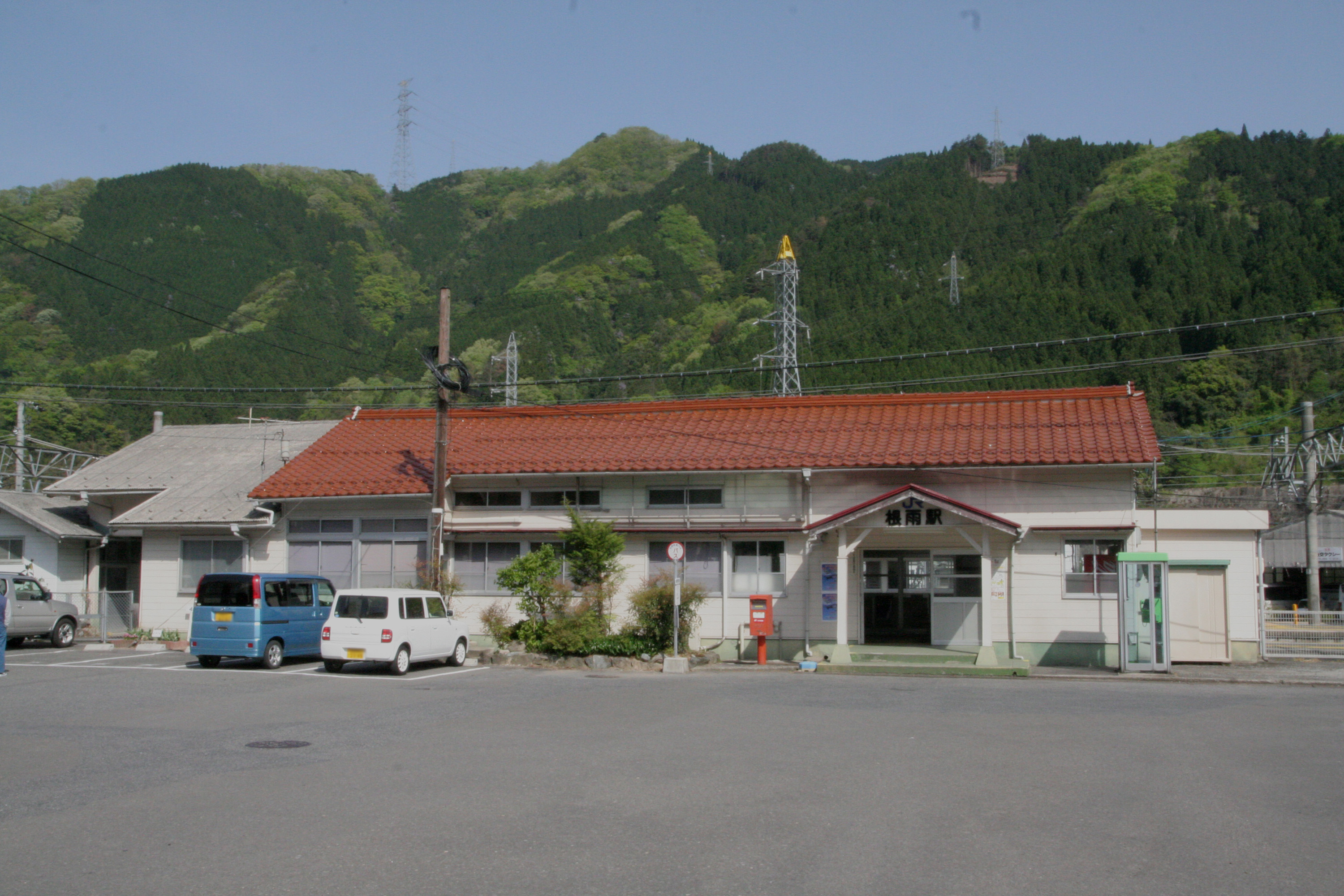
根雨駅

### 鉄道路線
西日本旅客鉄道
- 伯備線：上菅駅 - 黒坂駅 - 根雨駅
- 中心となる駅：根雨駅

### 路線バス
- 日ノ丸自動車
- 日野町営バス

### 道路
- 高速道路
  - 江府三次道路（国道183号生山道路）諏訪IC
- 一般国道
  - 国道180号
  - 国道181号
  - 国道183号
- 都道府県道
  - 鳥取県道35号西伯根雨線
  - 鳥取県道46号日野溝口線
  - 岡山県道・鳥取県道112号大佐日野線
  - 鳥取県道210号上石見黒坂停車場線
  - 鳥取県道286号菅沢日野線
  - 鳥取県道311号板井原濁谷線

## 情報通信
- 市外局番は0859となっている。
  - 根雨電話交換所管轄（72、77（0千番台））
  - 黒坂電話交換所管轄（74、77（4千番台））
- 郵便番号は以下の通りとなっている。
  - 根雨郵便局：689-45xx、689-51xx、689-44xx
- 古峠山にある日野中継局は、鳥取・島根テレビ相互乗り入れ前の鳥取県西部の拠点中継局であり、米子市など広範囲をカバーしていた。

## 名所・旧跡・観光スポット・祭事・催事
- 金持神社
- 滝山公園 - 瀧山神社の境内には高さ50メートルの滝があり、「2歳の幼児を連れて参ると首がなくなる」という伝説をモデルにして、小泉八雲が「幽霊滝」（「幽霊滝の伝説」『骨董』所収）として紹介している[3]。

## 出身人物
- 加藤正義（実業家、元中央大学総長）